# 스킵 E. 로우
스킵 E. 로우(Skip E. Lowe, 1929년 6월 5일 ~ 2014년 9월 22일)는 미국의 배우이다.
로스앤젤레스에서 사망하였다. 사인은 폐기종이다.

## 영화
- 더 파이널 송 (2010년)
- 월드 그레이티스트 러버 (1977년)
- 블랙 샴푸 (1976년)
- 베스트 풋 포워드 (1943년)